# National Defense Research Committee

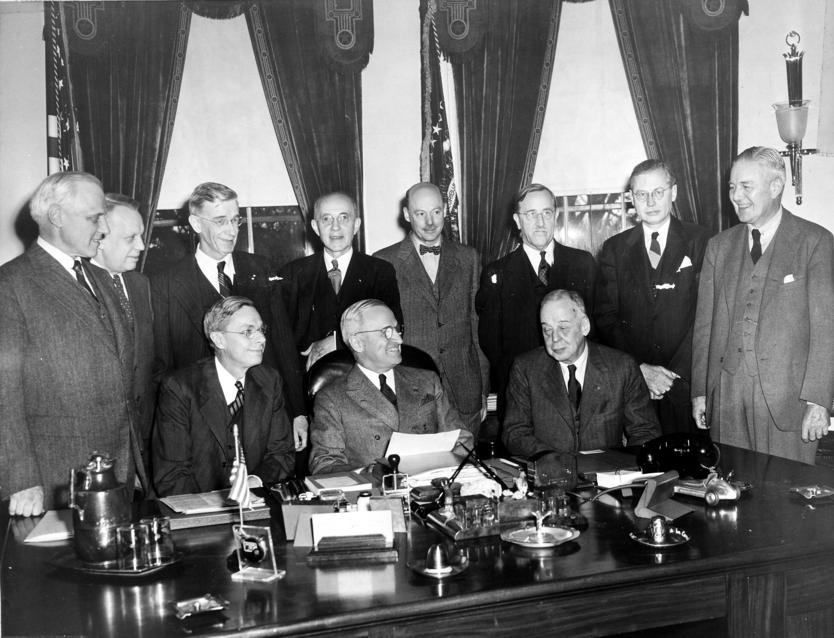
Präsident Truman mit Kommissionsmitgliedern, 1947

Das National Defense Research Committee (NDRC; deutsch „Nationales Komitee für Verteidigungsforschung“) war eine Organisation zur Koordination der Forschung in den USA während des Zweiten Weltkriegs. Das NDRC arbeitete unter strikter Geheimhaltung zwischen dem 27. Juni 1940 und dem 28. Juni 1941. Gegründet wurde es durch Betreiben des Wissenschaftlers Vannevar Bush, der im Präsidentenberater Harry Hopkins einen starken Befürworter für seinen Plan eines Forschungsrates fand. Präsident Franklin D. Roosevelt gab sein Einverständnis zum Forschungsmemorandum und ging im zehnminütigen Gespräch über den Austausch von Liebenswürdigkeiten nicht hinaus. Vorsitzender wurde Vannevar Bush selbst. Weitere Mitglieder des Komitees waren: Karl Taylor Compton, James B. Conant, Frank Jewett (Vizepräsident von AT&T), Richard C. Tolman sowie jeweils ein Delegierter der Marine, des Heeres und ein Patentsachverständiger.
Während der Tätigkeit wurden Grundlagen für die Entwicklung des Radars und der Atombombe (Manhattan-Projekt) gelegt.
28. Juni 1941 wurde das NDRC vom Office of Scientific Research and Development abgelöst. Bis zur Auflösung des NDRC im Dezember 1947 beschränkte es sich auf reine Beratungstätigkeit.